# Фишич, Ади
Ади Фишич (швед. Adi Fisic; род. 22 декабря 2003) — шведский футболист, нападающий «Дегерфорса».

## Клубная карьера
Является воспитанником «Эребру», где выступал за различные детские и юношеские команды. В июле 2021 года перешёл в академию итальянской «Аталанты». В составе клуба принимал участие в юношеском чемпионате Италии, а также провёл несколько матчей в юношеской лиге УЕФА. В феврале 2023 года вернулся в «Эребру» на правах аренды, где провёл полгода. После окончания контракта с «Аталантой» вернулся в Швецию, где подписал контракт до конца года с «Эребру Сюрианска», выступающей в первом дивизионе.
В декабре 2023 года перешёл в «Дегерфорс», с которым заключил соглашение, рассчитанное на три года. Впервые за основной состав сыграл 12 февраля 2024 года в матче группового этапа кубка страны с «Эргрюте». Фишич вышел на поле на 61-й минуте и спустя 15 минут забил гол, поучаствовав в разгроме соперника. По итогам сезона «Дегерфорс» занял первое место в турнирной таблице и вернулся в Алльсвенскан. 19 апреля во встрече с «Эльфсборгом» дебютировал в чемпионате Швеции, заменив в конце второго тайма Элиаса Барсума.

## Достижения
Дегерфорс
- Победитель Суперэттана: 2024

## Клубная статистика
| Выступление      | Выступление      | Выступление      | Лига | Лига | Кубки | Кубки | Конт. кубки | Конт. кубки | Итого | Итого |
| Клуб             | Лига             | Сезон            | Игры | Голы | Игры  | Голы  | Игры        | Голы        | Игры  | Голы  |
| ---------------- | ---------------- | ---------------- | ---- | ---- | ----- | ----- | ----------- | ----------- | ----- | ----- |
| Эребру           | Суперэттан       | 2023             | 11   | 1    | 2     | 0     | 0           | 0           | 13    | 1     |
| Эребру           | Итого            | Итого            | 11   | 1    | 2     | 0     | 0           | 0           | 13    | 1     |
| Эребру Сюрианска | Дивизион 1       | 2023             | 11   | 5    | 0     | 0     | 0           | 0           | 11    | 5     |
| Эребру Сюрианска | Итого            | Итого            | 11   | 5    | 0     | 0     | 0           | 0           | 11    | 5     |
| Дегерфорс        | Суперэттан       | 2024             | 28   | 1    | 4     | 2     | 0           | 0           | 32    | 3     |
| Дегерфорс        | Алльсвенскан     | 2025             | 10   | 0    | 1     | 0     | 0           | 0           | 11    | 0     |
| Дегерфорс        | Итого            | Итого            | 38   | 1    | 5     | 2     | 0           | 0           | 43    | 3     |
| Всего за карьеру | Всего за карьеру | Всего за карьеру | 60   | 7    | 7     | 2     | 0           | 0           | 67    | 9     |